# فيلهلم فون همبولت
فريدريك فلهيلم فون همبولت (بالألمانية: Wilhelm von Humboldt) ولد في 22 يونيو 1767 وتوفي في 8 أبريل 1835. هو موظف حكومي، دبلوماسي، فيلسوف، مؤسس جامعة هامبولت ببرلين، صديق غوته وشيلر، يذكر غالبا على أنه لغوي، كانت له إضافات هامة في حقل فلسفة اللغة ومسألة التعليم من ناحية نظرية وعملية. لقد كان هامبولت هو واضع أساسيات نظام التعليم في بروسيا، النظام الذي أخذته أمريكا واليابان أسوة في نظاميهما التعليميين.
كان أخاه ألكسندر فون هومبولت عالم طبيعة.

## فيلسوف
كفيلسوف، ألف هامبولت كتابه «في حدود تدخل الدولة» في عام 1791-1792، ولم ينشر حتى 1850، بعد وفاة هامبولت) وكان بمثابة أكثر الدفاعات جسارة عن التنوير. تكهن هامبولت بمقالة جون ستيوارت ميل «في الحرية» الذي من خلاله أصبحت أفكار هامبولت معروفة في البلدان المتحدثة باللغة الإنجليزية. يصف هامبولت تطور الليبرالية ودور الحرية في تطور الفرد والسعي وراء التميز. أصر هامبولت على أن يقتصر دور الدولة على التفاني في حفظ الأمن فحسب.

## وزير تعليم
إن خطط هامبولت لإصلاح نظام التعليم في بروسيا لم تنشر إلا بعد موته بوقت طويل، بالإضافة إلى بحثه المعنون «نظرية في التعليم الإنساني» الذي أنهاه في عام 1793. في ذلك البحث، يقول هامبولت 

«إن المهمة الجوهرية لوجودنا هي أن نظهر أكبر قدر ممكن من الإنسانية في شخوصنا... من خلال تأثير الأفعال في حيواتنا»

. ويضيف بأن تلك المهمة «يمكن تنفيذها فقط عن طريق الروابط المؤسسة بيننا كأفراد وبين العالم من حولنا». إن فكرة هامبولت في التعليم لا تنحصر فقط في علاقة التعليم بالفرد وتأثيره عليه. ويعتقد هامبولت أن الفرد ليس مخولا بلعب دوره في تغيير العالم من حوله، بل أنه ملزم بذلك. ويردف أن «التعليم، الحقيقة، والفضيلة» لابد أن تنتشر إلى الدرجة التي تصبح معها «فكرة البشرية» تأخذ شكلا عظيما ومكرما عند كل فرد. ويمكن تحقيق ذلك بشرط أن 

«يتشرب الفرد الكتلة الهائلة من المادة المقدمة له من العالم من حوله وذلك من خلال وجوده الداخلي، مستخدما كل قدرته على الاستقبال، ومن ثم عليه أن يعيد تلك المادة بكل ما لديه من الطاقات لتلائمه وبذلك يمكن للتفاعل بين طبيعته وبين العالم بأقصى أشكال الانسجام»

«إن سمة وبناء لغة ما يعبر عن الحياة الداخلية والمعرفة التي يتمتع بها متحدوثها، ولابد أن تختلف اللغات عن بعضها البعض بطريقة ما بنفس درجة اختلاف متحدثي تلك اللغات. الأصوات لا تضحي كلمات حتى يضفى إليها معنى، وهذا المعنى يجسد الفكرة في مجتمع ما. ما يسميه هامبولت الشكل الداخلي للغة هو أسلوب ترميز العلاقات بين أجزاء من جملة يعكس الطريقة التي يرى فيها عدد محدد من الأشخاص العالم. تقع على عاتق علم الصرف مهمة التفرقة بين طرق متنوعة تختلف فيها اللغات فيما بينها حول أشكالها الداخلية، وبالتالي تصنيف تلك اللغات وترتيباه على ذلك الأساس»
يعود لهامبولت الفضل في كونه أول لغوي أوروبي يقول أن اللغة البشرية هي نظام محكوم بقوانين، وليس فقط مجموعة من الكلمات والجمل مقرونة بمعاني. إن هذه الفكرة تعد إحدى أسس نظرية اللغة لنعوم تشومسكي. كثيرا ما يقتبس نعوم تشومسكي وصف هامبولت لنظام اللغة الذي «يخلق استخدامات لانهائية من وسائل نهائية»، ويعني بذلك أن عددا لانهائيا من الجمل يمكن أن يخلق باستخدام عددا نهائيا من القواعد النحوية. غير أن الأكاديمي المتأثر بهامبولت، تيلمان بورش، لاحظ اختلافات عميقة بين نظرة هامبولت للغة ونظرة تشومسكي.

## من مؤلفاته
- أفكار مقترحة لتصنيف حدود فاعلية الدولة، 1792
- حول مهمة المؤرخ، 1821
- أبحاث جمالية حول هيرمان ودروتا لغوبة، 1799